# Giải NBRMP cho đạo diễn xuất sắc nhất
Giải NBRMP cho đạo diễn xuất sắc nhất là một giải của NBRMP dành cho đạo diễn của một phim, được bầu chọn là xuất sắc nhất. Giải này được lập từ năm 1945.

## Các người đoạt giải

### Thập niên 1940
| Năm  | Đạo diễn           | Phim                                  |
| ---- | ------------------ | ------------------------------------- |
| 1945 | Jean Renoir        | The Southerner                        |
| 1946 | William Wyler      | The Best Years of Our Lives           |
| 1947 | Elia Kazan         | Boomerang!                            |
| 1947 | Elia Kazan         | Gentleman's Agreement                 |
| 1948 | Roberto Rossellini | Paisan (Paisà)                        |
| 1949 | Vittorio De Sica   | Bicycle Thieves (Ladri di biciclette) |

### Thập niên 1950
| Năm  | Đạo diễn          | Phim                         |
| ---- | ----------------- | ---------------------------- |
| 1950 | John Huston       | The Asphalt Jungle           |
| 1951 | Akira Kurosawa    | Rashomon                     |
| 1952 | David Lean        | The Sound Barrier            |
| 1953 | George Stevens    | Shane                        |
| 1954 | Renato Castellani | Romeo & Juliet               |
| 1955 | William Wyler     | The Desperate Hours          |
| 1956 | John Huston       | Moby Dick                    |
| 1957 | David Lean        | The Bridge on the River Kwai |
| 1958 | John Ford         | The Last Hurrah              |
| 1959 | Fred Zinnemann    | The Nun's Story              |

### Thập niên 1960
| Năm  | Đạo diễn          | Phim                     |
| ---- | ----------------- | ------------------------ |
| 1960 | Jack Cardiff      | Sons & Lovers            |
| 1961 | Jack Clayton      | The Innocents            |
| 1962 | David Lean        | Lawrence of Arabia       |
| 1963 | Tony Richardson   | Tom Jones                |
| 1964 | Desmond Davis     | The Girl with Green Eyes |
| 1965 | John Schlesinger  | Darling                  |
| 1966 | Fred Zinnemann    | A Man for All Seasons    |
| 1967 | Richard Brooks    | In Cold Blood            |
| 1968 | Franco Zeffirelli | Romeo and Juliet         |
| 1969 | Alfred Hitchcock  | Topaz                    |

### Thập niên 1970
| Năm  | Đạo diễn             | Phim                                                      |
| ---- | -------------------- | --------------------------------------------------------- |
| 1970 | Francois Truffaut    | The Wild Child (L'enfant sauvage)                         |
| 1971 | Ken Russell          | The Boy Friend                                            |
| 1971 | Ken Russell          | The Devils                                                |
| 1972 | Bob Fosse            | Cabaret                                                   |
| 1973 | Ingmar Bergman       | Cries and Whispers                                        |
| 1974 | Francis Ford Coppola | The Conversation                                          |
| 1975 | Robert Altman        | Nashville                                                 |
| 1975 | Stanley Kubrick      | Barry Lyndon                                              |
| 1976 | Alan J. Pakula       | All the President's Men                                   |
| 1977 | Luis Buñuel          | That Obscure Object of Desire (Cet obscur objet du désir) |
| 1978 | Ingmar Bergman       | Autumn Sonata                                             |
| 1979 | John Schlesinger     | Yanks                                                     |

### Thập niên 1980
| Năm  | Đạo diễn         | Phim                   |
| ---- | ---------------- | ---------------------- |
| 1980 | Robert Redford   | Ordinary People        |
| 1981 | Warren Beatty    | Reds                   |
| 1982 | Sidney Lumet     | The Verdict            |
| 1983 | James L. Brooks  | Terms of Endearment    |
| 1984 | David Lean       | A Passage to India     |
| 1985 | Akira Kurosawa   | Ran                    |
| 1986 | Woody Allen      | Hannah and Her Sisters |
| 1987 | Steven Spielberg | Empire of the Sun      |
| 1988 | Alan Parker      | Mississippi Burning    |
| 1989 | Kenneth Branagh  | Henry V                |

### Thập niên 1990
| Năm  | Đạo diễn          | Phim                     |
| ---- | ----------------- | ------------------------ |
| 1990 | Kevin Costner     | Dances with Wolves       |
| 1991 | Jonathan Demme    | The Silence of the Lambs |
| 1992 | James Ivory       | Howards End              |
| 1993 | Martin Scorsese   | The Age of Innocence     |
| 1994 | Quentin Tarantino | Pulp Fiction             |
| 1995 | Ang Lee           | Sense and Sensibility    |
| 1996 | Joel Coen         | Fargo                    |
| 1997 | Curtis Hanson     | L.A. Confidential        |
| 1998 | Shekhar Kapur     | Elizabeth                |
| 1999 | Anthony Minghella | The Talented Mr. Ripley  |

### Thập niên 2000
| Năm  | Đạo diễn          | Phim                                           |
| ---- | ----------------- | ---------------------------------------------- |
| 2000 | Steven Soderbergh | Erin Brockovich                                |
| 2000 | Steven Soderbergh | Traffic                                        |
| 2001 | Todd Field        | In the Bedroom                                 |
| 2002 | Phillip Noyce     | The Quiet American                             |
| 2002 | Phillip Noyce     | Rabbit-Proof Fence                             |
| 2003 | Edward Zwick      | The Last Samurai                               |
| 2004 | Michael Mann      | Collateral                                     |
| 2005 | Ang Lee           | Brokeback Mountain                             |
| 2006 | Martin Scorsese   | The Departed                                   |
| 2007 | Tim Burton        | Sweeney Todd: The Demon Barber of Fleet Street |
| 2008 | David Fincher     | The Curious Case of Benjamin Button            |